# Jim Irvin
Jim Irvin (Londres, 20 de julho de 1959) é um compositor, cantor e jornalista inglês.